# Gurostwo
Gurostwo – osada w Polsce położona w województwie wielkopolskim, w powiecie kościańskim, w gminie Kościan. Pod tą samą nazwą, lecz innym identyfikatorem jest zarejestrowana część miasta Kościan.
Istniał tu folwark królewski Grodztowo, należący do starostwa kościańskiego, pod koniec XVI wieku leżał w powiecie kościańskim województwa poznańskiego.
W okresie Wielkiego Księstwa Poznańskiego (1815–1848) miejscowość wzmiankowana jako Gurostowo należała do wsi większych w ówczesnym powiecie Kosten rejencji poznańskiej. Gurostowo należało do okręgu kościańskiego tego powiatu i stanowiło część majątku Bonikowo, który należał wówczas do Anzelma Chłapowskiego. Według spisu urzędowego z 1837 roku Gurostowo liczyło 102 mieszkańców, którzy zamieszkiwali 14 dymów (domostw).
Jesienią 1954 część wsi włączono do Kościana
W latach 1975–1998 osada administracyjnie należała do województwa leszczyńskiego.